# Cantó de Mauvesin
Mauvesin és un cantó del departament francès del Gers amb les següents comunes:
- Avensac
- Bajoneta
- Oms
- La Briha
- Mansenpuèi
- Maravat
- Mauvesin
- Montfòrt
- Sent Antonin
- Sent Brès
- Senta Gema
- Sent Orens
- Sarrant
- Sérempuy
- Solomiac

## Història
| Data d'elecció                           | Identitat      | Partit        | Qualitat |
| ---------------------------------------- | -------------- | ------------- | -------- |
| 1976-1994                                | Yvon Montané   | PS            |          |
| 1994-1997                                | Hubert Brasset | Divers droite |          |
| 1997-                                    | Gérard Marcet  | PCF           |          |
| les dades anteriors no són pas conegudes |                |               |          |
|                                          |                |               |          |

## Demografia
| 1962  | 1968  | 1975  | 1982  | 1990  | 1999  | 2006  |
| ----- | ----- | ----- | ----- | ----- | ----- | ----- |
| 4.129 | 4.554 | 4.100 | 3.861 | 3.658 | 3.668 | 3.999 |